# Lodovico Donà
Lodovico Donà (cognome talora italianizzato in Donati o Donato; Venezia, prima del 1430 – Bergamo, 20 aprile 1484) è stato un vescovo cattolico italiano.

## Biografia
Nacque da Giovanni di Natale Donà e da Maddalena di Jacopo Loredan. Dopo aver frequentato la scuola della Cancelleria sotto la guida di Giampietro da Lucca e la scuola di Rialto con Paolo della Pergola, passò all'università di Padova, dove nel 1450 conseguì il dottorato in artibus alla presenza di Gaetano Thiene e Palla Strozzi. Proseguì quindi con gli studi in utroque iure che concluse nel 1457.
Intraprese la carriera ecclesiastica, favorito dallo zio Pietro Donà che in quegli anni ricopriva la carica di vescovo di Padova. Divenuto canonico della cattedrale padovana nel 1445, nel 1451 fu nominato protonotario apostolico da papa Niccolò V. L'anno successivo ricevette gli ordini minori e subito dopo il suddiaconato. Nel 1458 venne ordinato diacono.
Il 27 marzo 1460 partecipò, senza successo, alle probae per l'elezione del successore di Maffeo Contarini, patriarca di Venezia deceduto poco tempo prima. In quel periodo il Donà aveva lasciato Padova per stabilirsi a Roma dove sperava di fare carriera in Curia benché il pontefice di allora, Pio II, fosse piuttosto avido di favori nei confronti dei veneziani. Ciononostante, morto Francesco dal Legname all'inizio del 1462, fu eletto vescovo di Belluno (il primo dopo un lungo periodo di unione con Feltre), ricevendo la consacrazione prima del 2 aprile successivo.
Nel periodo successivo vide crescere la sua fama all'interno del Senato veneziano, tanto da partecipare - ancora senza esito - alle probae per il patriarcato di Venezia del 1464 (quando morirono, in rapida successione, Andrea Bondumier e Gregorio Correr).
La svolta venne quando salì al soglio pontificio il concittadino Pietro Barbo con il nome di Paolo II. Grazie alla mediazione di Bartolomeo Pagello, vecchio compagno di studi del Donà e segretario del nuovo papa, il 9 gennaio 1465 venne trasferito alla diocesi di Bergamo. Giunse in quella città solo l'anno successivo e fu calorosamente accolto dai canonici della cattedrale.
Negli anni successivi, tuttavia, dovette aver perso prestigio e sostenitori. Nel 1466, morto Giovanni Barozzi, partecipò alla nuova proba per l'elezione del patriarca ma ottenne un numero di voti più basso rispetto al solito, mentre nel 1473 fallì il progetto di trasferirlo all'arcidiocesi di Milano.
Nel 1481 partecipò a delle nuove probae, quelle per la diocesi di Padova e quelle per l'arcidiocesi di Nicosia, ma rimase a Bergamo sino alla morte, avvenuta tre anni dopo. Fu sepolto nella cattedrale di San Vincenzo.
Gli sono state attribuite numerose opere scritte, ma non ne è rimasta nessuna. Potrebbero essere suoi la Prefatio in theologicarum textum Sententiarum ab ipso novo ordine dispositum e il Theologicarum textus ipse Sententiarum, due manoscritti conservati nella Biblioteca Estense di Modena.